# Acer sinopurpurascens
Acer sinopurpurascens är en kinesträdsväxtart som beskrevs av Cheng. Acer sinopurpurascens ingår i släktet lönnar, och familjen kinesträdsväxter. Inga underarter finns listade i Catalogue of Life.